# 마리아 티포
마리아 티포(Maria Tipo, 1931년 12월 23일 ~ 2025년 2월 10일)는 이탈리아의 피아니스트이다.
티포는 나폴리에서 태어났다. 페루초 부소니의 제자였던 그녀의 어머니 Ersilia Cavallo에게 배웠다. 또한 알프레도 카셀라와 Guido Agosti 밑에서 공부했다.
17세에 그녀는 제네바 국제 피아노 콩쿠르에서 우승했다. 그 이후로 그녀는 폭넓은 공연을 했고 상당한 수의 녹음을 했다.
티포는 1950년대 후반 북미에서 처음으로 300회 이상의 콘서트를 가졌다. 1955년에 단 4시간 만에 녹음한 12개의 Scarlatti 소나타로 구성된 LP는 뉴스위크 잡지 에서 올해의 가장 멋진 녹음으로 찬사를 받았다.